# Klazz Brothers & Cuba Percussion
I Klazz Brothers & Cuba Percussion sono un quintetto musicale tedesco-cubano.

## Storia
Inizialmente, 1999,  il gruppo era formato dai due fratelli Forster, Killian (basso) e Tobias  (pianoforte) e da Tim Hahn (batteria). Durante un tour musicale hanno suonato con i percussionisti cubani Alexis Herrera Estevez (timbales) ed Elio Rodriguez Luis (congas). Questa esperienza incide sulla creatività del gruppo al punto di modificare il nome del gruppo stesso in Klazz Brothers & Cuba Percussion . Tobias Forster lascia il gruppo nel dicembre 2008 e viene sostituito dal pianista armeno David Gazarov e successivamente, nel 2010, dal colombiano Bruno Böhmer Camacho. Nel 2005, l'album Classic meets Cuba è stato nominato ai Grammy Award nella categoria "Miglior album di crossover classica".

## Stile
Perseguono una miscela fra musica classica, musica jazz e ritmi latinoamericani. 
Il nome del gruppo è costituito da una crasi delle parole classica e jazz.

## Discografia
- Classic Meets Cuba
- Jazz Meets Cuba
- Classic Meets Cuba - Symphonic Salsa (con Münchner Rundfunkorchester)
- Mozart Meets Cuba
- Classic Meets Cuba Live
- Klazz Meets The Voice (con Edson Cordeiro)
- Opera Meets Cuba
- Play Classics
- Best of Classic Meets Cuba
- Chopin Lounge (Klazz Brothers feat. David Gazarov)
- Christmas Meets Cuba
- Classic Meets Cuba II